# Soy tuyo (álbum de Luciano Pereyra)
Soy tuyo es el tercer álbum del cantante argentino Luciano Pereyra, orientándose hacia el bolero y el tango. Hizo una gira por Sudamérica y se presentó 6 noches en el Teatro Gran Rex.

## Canciones
| Soy tuyo |                        |                                                     |          |  |
| N.º      | Título                 | Escritor(es)                                        | Duración |  |
| 1.       | «Lucía»                | Roxana Amed · Sandra Baylac                         | 3:50     |  |
| 2.       | «La distancia»         | Roberto Carlos · Erasmo Carlos                      | 3:24     |  |
| 3.       | «No quisiera quererte» | Horacio Guarany · Juan Eduardo Piatelli             | 3:28     |  |
| 4.       | «Caminito de Acheral»  | Ramón Acuña                                         | 2:20     |  |
| 5.       | «Imploración»          | Mario Camacho                                       | 3:07     |  |
| 6.       | «El viejo Matías»      | Víctor Heredia                                      | 3:02     |  |
| 7.       | «No sé si me querés»   | Guillermo Novellis                                  | 3:09     |  |
| 8.       | «Me gusta»             | Ray Girado                                          | 4:22     |  |
| 9.       | «Cuentos de amor»      | Luciano Pereyra                                     | 2:57     |  |
| 10.      | «Y así, así»           | Luciano Pereyra · Sebastián Schon                   | 3:39     |  |
| 11.      | «Cuando tú no estás»   | Carlos Gardel** · Alfredo Le Pera* · Marcel Lattés* | 3:42     |  |

Nota:
- (*) Letra solamente.
- (**) Música solamente.

## Sencillos de difusión
- La distancia (2002)
- Y así, así (2002)
- No sé si me querés (2003) - Radio single
- Me gusta (2003)
- Lucía (2004)